# Naturschutzgebiet Habuchen
Das Naturschutzgebiet Habuchen mit einer Größe von 2,3 ha liegt östlich von Brilon-Wald im Stadtgebiet von Brilon. Das Gebiet wurde 2008 mit dem Landschaftsplan Hoppecketal durch den Hochsauerlandkreis als Naturschutzgebiet (NSG) ausgewiesen.

## Gebietsbeschreibung
Beim NSG handelt es sich um einen Roterlenbruch. Die Erlen sind teilweise vielstämmig und mit epiphytischen Flechten bewachsen. Vereinzelt finden sich Moorbirken im Wald. Auch ein Rotfichtenbestand gehört zum NSG. Im NSG kommen seltene Tier- und Pflanzenarten vor.
Das Landesamt für Natur, Umwelt und Verbraucherschutz Nordrhein-Westfalen dokumentierte Pflanzenarten wie Brennender Hahnenfuß, Flatter-Binse, Hain-Gilbweiderich, Moor-Birke, Quell-Sternmiere, Rasen-Schmiele, Schnabel-Segge, Sumpf-Labkraut, Sumpf-Wasserstern, Wald-Hainsimse, Weiße Hainsimse und Winkel-Segge.

## Schutzzweck
Das NSG soll den Wald mit dessen Arteninventar schützen. Wie bei allen Naturschutzgebieten in Deutschland wurde in der Schutzausweisung darauf hingewiesen, dass das Gebiet „wegen der Seltenheit, besonderen Eigenart und Schönheit des Gebietes“ zum Naturschutzgebiet wurde.
Der Landschaftsplan führt zum speziellen Schutzzweck auf: „Erhaltung einer gut ausgebildeten, gefährdeten Pflanzengesellschaft mit hoher struktureller Vielfalt aus wissenschaftlichen und landeskundlichen Gründen sowie als Lebensraum von Tier- und Pflanzenarten, die hier aufgrund der besonderen Standort- und Nutzungsverhältnisse eine Besonderheit für den Naturhaushalt und das Landschaftsbild inmitten ausgedehnter Wirtschaftswälder darstellen; Optimierung und langfristige Sicherung des Gebietes durch geeignete Entwicklungsmaßnahmen.“